# 李達坤
李達坤（：／ Lee Dal-gon，1953年9月11日—），大韓民國保守派政治人物，第18、21屆國會議員。